# Johannes Smemo

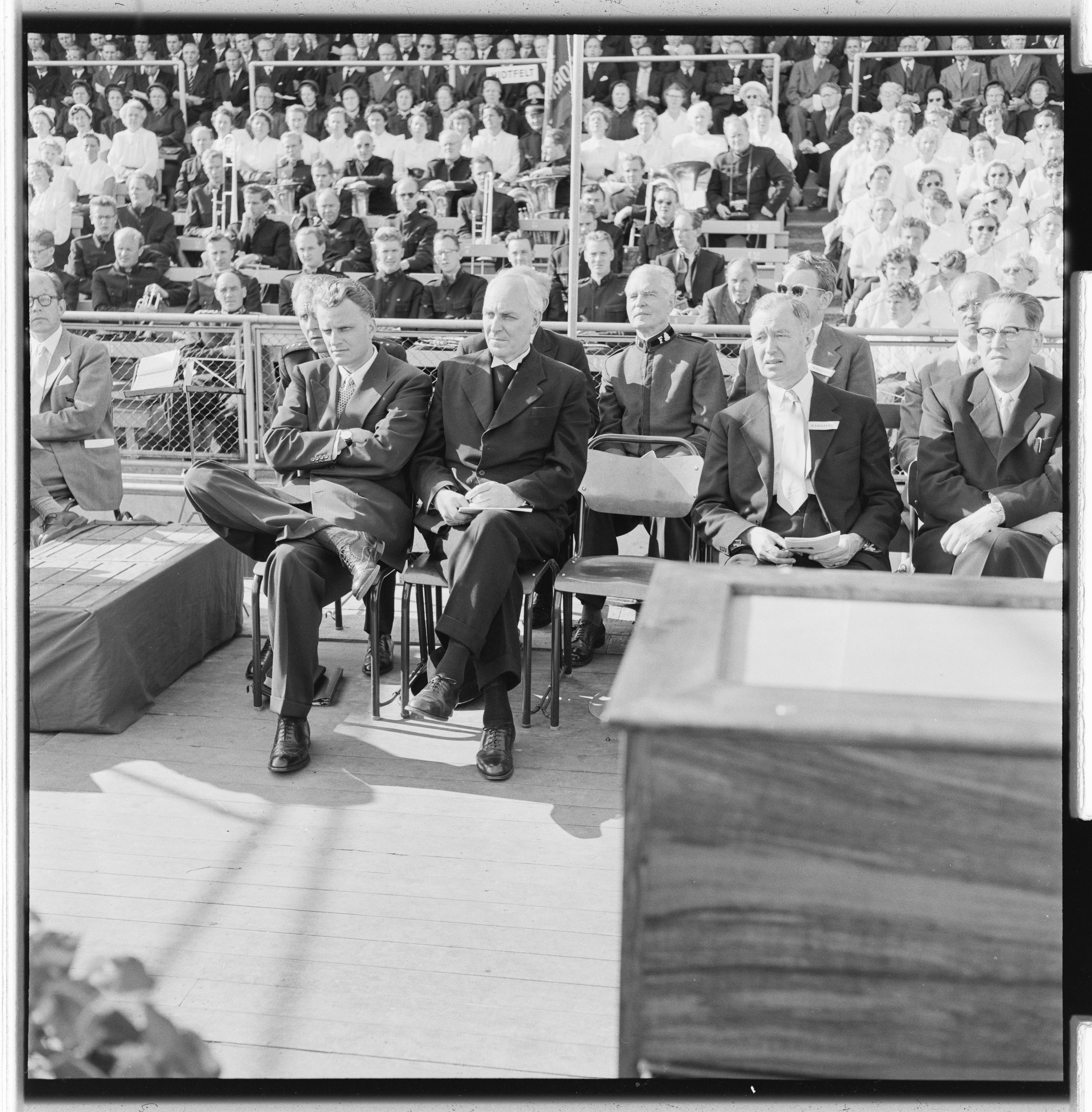
Johannes Smemo (nummer 2 från vänster) på Ullevål Stadion juli 1955.

Johannes Smemo, född den 31 juli 1898, död den 7 mars 1973, var en norsk luthersk biskop och psalmförfattare.
Smemo var präst i Drammen och i Sør-Fron samt från 1934 rektor vid Menighetsfakultetet. Han spelade en aktiv roll i Norska kyrkans motstånd under den tyska ockupationen av Norge. Han utnämndes till biskop av Agder och Telemark efter kriget och verkade som sådan från 1946 till 1951, och var biskop av Oslo från 1951 till 1968. Han var ordförande i psalmkommittén från 1954 till 1968.